# Чистокровные животные
Чистокро́вные живо́тные (англ. purebreds animals) — разновидности видов животных, полученные в процессе селекционного разведения. В процессе осуществления записи родословной чистокровного животного, животное считается «породистым». Чистокровные животные размножаются таким образом, что потомство несёт черты, характеристики и фенотип родителей. Группа чистокровных животных называется чистопородной линией.

## Описание
Чистокровным считается выведенное от представителей признанной породы животное, линии или вида без примеси другой крови на протяжении многих поколений. Чистокровное животное является результатом гомозиготности по определённым признакам родителей. У животных одной и той же породы будет потомство с довольно предсказуемыми чертами. Тем не менее, селекционное разведение одной и той же породы является не всегда невыгодным с точки зрения генофонда. Настоящая селекция, как правило, ограничивает генофонд. Более обширный генофонд означает большее генетическое разнообразие. В свою очередь, более высокое генетическое разнообразие может означать увеличение шансов на биологическую приспособленность и, следовательно, на выживание. Напротив, ограниченный генофонд может привести к низкому генетическому разнообразию. Это снижает шансы на наследование благоприятных черт, повышающих биологическую приспособленность. Чистокровные, как правило, подвержены генетическим заболеваниям или врождённым проблемам со здоровьем из-за ограниченного генофонда. Данная проблема особенно распространена в соревновательных кругах по разведению собак, предназначенных для соревнований на выставках из-за особого внимания к эстетике, а не к здоровью или функциональности животных. Эстетические стандарты, установленные Американским клубом собаководства (AKC), группой, которая санкционирует выставку собак Вестминстерского клуба собаководства, способствуют тому, что многие собаки становятся ограниченно функциональными и почти постоянно испытывают боль. В некоторых случаях даже способствуют преждевременной смерти. Согласно статье в журнале Time, каждая четвёртая чистокровная собака страдает серьёзной генетической проблемой. В 2022 году Норвегия стала первой страной, запретившей разведение английских бульдогов и кинг-чарльз-спаниелей из-за опасений по поводу благополучия животных, связанных с заболеваниями, с которыми обычно сталкиваются представители этих пород.
Такие проблемы также возникают в определённых сегментах коневодческой отрасли по тем же причинам. Проблематика усугубляется, когда заводчики практикуют инбридинг. Эффект, противоположный эффекту ограниченного генофонда, вызванного чистопородным разведением, известен как гетерозис. Эффект данного процесса заключается в повышении жизнестойкости, ускорении роста, увеличении размеров и плодовитости потомства первого поколения по сравнению с производителями. Явление гетерозиса напрямую зависит от степени родства между родительскими особями: чем более отдалёнными родственниками являются родительские особи, тем в большей степени проявляется эффект у потомства первого поколения.

## История
Слово «родословная» появилось в английском языке в 1410 году как pee de Grewe, pedegrewe или pedegru, каждое из этих слов было заимствовано из среднефранцузского pié de grue, что означает «журавлиная лапа». Это название произошло от визуальной аналогии между следом птичьей лапки и тремя линиями, используемыми в официальных регистрах, чтобы показать разветвления генеалогического древа.

## Родословная
Породистое животное — это животное, у которого зарегистрирована его родословная. Родословная — запись о происхождении или чистоте породы. Племенные книги (списки родословных лошадей, собак, домашних кошек, крупного рогатого скота и т. д.) ведутся государственными или частными ассоциациями учёта или племенными организациями во многих странах мира.
Слово " чистокровный " используется как синоним слова «породистый», но не все чистокровные животные официально зарегистрированы. Например, до 20-го века бедуины Аравийского полуострова записывали происхождение своих арабских лошадей только через устную традицию, поддерживаемую религиозными клятвами в отношении асил или «чистого» разведения животного. И наоборот, некоторые животные могут иметь зарегистрированную родословную или даже реестр, но не считаться «чистокровными». В настоящее время таким случаем считается современная англо-арабская лошадь, помесь чистокровной и арабской кровей. Таким образом, не все породистые животные являются чистокровными, и не все чистокровные являются породистыми.

## Проблематика чистокровности
Основная проблема связана с фактом того, что для получения чистокровного животного необходимо скрещивание двух родительских особей из одного и того же генофонда. Этот генофонд уже ограничен, но многие заводчики используют животных из генофонда одной семьи для создания большего количества животных (инбридинг). Разводчики стремятся к тому, чтобы их животные были выведены в одном и том же клубе, что снова приводит к серьёзному ограничению разнообразия генофонда. Поскольку многие из этих генофондов ограничены или закрыты, риск генетических дефектов значительно возрастает с каждым последующим скрещиванием.
Дефекты включают:
- более высокий риск рака и опухолей;
- заболевания глаз и сердца;
- заболевания суставов и костей;
- кожные, иммунные и неврологические заболевания;
- эпилепсия[13]

Проявление данных заболеваний намного более вероятно у чистокровного животного, чем у метисного.
Заводчики, которые профессионально подходят к вопросу селекции, проверяют потенциальных родительских на дефектные гены — и избегают их скрещивания. При условии продолжения скрещивания животных с наличием дефектных генов у одного или обоих производителей — проблема дефектов продолжает расти, поскольку современные методы разведения ещё больше сужают генофонд.